# Erik Eggens
Erik "Eggy" Eggens (Westerbork, 30 augustus 1977) is een meervoudig Nederlands kampioen motorcross. Zijn eerste wedstrijd reed Eggens in 1987. Tegenwoordig geeft Erik Eggens ook motorcrosstrainingen.

## Palmares
1991
- Nederlands Kampioen 80cc GW

1994
- 10e in Nederlands Kampioenschap 125cc
- 6e in Europees Kampioenschap 125cc

1995
- Nederlands Kampioen 125cc
- 4e in Europees Kampioenschap 125cc
- 36e in Wereldkampioenschap 125cc

1996
- Nederlands Kampioen 125cc
- 26e in Wereldkampioenschap 125cc

1997
- Nederlands Kampioen 125cc
- 20e in Wereldkampioenschap 125cc

1998
- Nederlands Kampioen 125cc
- 28e in Wereldkampioenschap 125cc

1999
- 13e in Nederlands Kampioenschap 125cc (blessure)
- 13e in Wereldkampioenschap 125cc

2000
- 20e in Wereldkampioenschap 125cc
- 11e in Nederlands Kampioenschap 125cc (blessure)
- Allround motorsportman van het jaar 2000

2001
- 3e in in Wereldkampioenschap 125cc
- 3e in Nederlands Kampioenschap 125cc

2002
- 13e in Wereldkampioenschap 125cc
- 4e in Nederlands Kampioenschap 125cc

2003
- 5e in Wereldkampioenschap 125cc
- 2e in Nederlands Kampioenschap 125cc

2004
- 7e in Nederlandskampioenschap 125cc (blessure)
- 2e Motocross of Nations (Team NL: Eggens, De Reuver & Verhoeven)

2005
- 27e in Wereldkampioenschap MX2 (blessure)
- 14e in Nederlands Kampioenschap MX2

2006
- 67e in Wereldkampioenschap MX1 (blessure)
- 19e in Nederlandskampioenschap MX1 (blessure)

2007
- 2e in Nederlands Kampioenschap MX2

2008
- Nederlands Kampioen MX2

2012
- Zwarte Cross 2012 1ste Superklasse